# Festucosis
La festucosis es una enfermedad animal, producida por los alcaloides sintetizados por el hongo Neothypodium coenophialum, antes conocido como Acremonium coenophialum, hongo endófito que vive en el interior de la especie forrajera Lolium arundinaceum. Produce distintos efectos sobre los animales que se alimentan de este pasto, especialmente vacunos, equinos y ovinos, que van desde bajas en la producción de leche y carne hasta la muerte del animal.
Es la principal limitante del uso de Festuca en sistemas pastoriles, y su manejo resulta esencial en el uso de pastizales naturales o artificiales de esa especie.

## Festuca
La festuca es una forrajera que resulta prácticamente insustituible en una mezcla forrajera destinada al campo al campo de cría vacuna u ovina en zonas subtropicales. En el caso de la llanura pampeana, su producción forrajera supera a todas las demás gramíneas existentes.
El hongo Neothypodium coenophialum se propaga por semilla, y se desplaza y crece dentro de la planta acompañando el crecimiento de la planta. No se conocen otras formas de propagación de este hongo, aunque no cabe descartar que existan.
El diagnóstico de la infestación por festucosis se realiza analizando microscópicamente la presencia del hongo en planta, preferentemente cerca de la flor o las espigas.
La toxicidad de la festuca enferma se debe a que el hongo produce un alcaloide, la lolina, que tiene efectos sobre las plantas, generanto un aumento de la producción de otras sustancias, como la ergovalina, la ergovalinina y la chanoclavina, que son sustancias altamente tóxicas para los animales.
Las propiedades agronómicas de la festuca -digestibilidad, contenido de proteínas y minerales- no cambian con la infección. En cambio, los animales prefieren consumir plantas libres de la enfermedad, ya que su gusto es distinto. Las plantas enfermas manifiestan mejor crecimiento de hojas y mayor producción de materia seca, y las semillas enfermas compiten con ventaja contra las sanas.
Las praderas con baja infestación se van paulatinamente enfermando, no por infestación de plantas sanas, sino por la mayor viabilidad de las semillas enfermas, y porque los animales prefieren consumir plantas sanas. Es por ello que, en caso de implantar una pradera nueva, es esencial que se siembre con semilla libre del hongo.

## Efectos tóxicos
Los principales efectos tóxicos asociados con la presencia del hongo son:
- En bovinos:[1]
  - Pie de festuca: está asociada a los meses de invierno, con bajas temperaturas, donde el efecto de vasoconstricción se ve potenciado. La causa principal de este efecto es el estrechamiento de las paredes del sistema circulatorio, especialmente en las zonas más alejadas del corazón.[2] Se manifiesta con una zona de enrojecimiento de las patas de los animales, con aumento de la temperatura; el animal manifiesta dificultades para caminar, lo hace lentamente y con dolor. En estadios avanzados de la enfermedad cesa el paso de sangre hasta la falange y esta se pierde; el animal pierde la movilidad casi por completo, queda rengo. El mismo fenómeno se puede apreciar en la punta de la cola y orejas.
  - Síndrome distérmico: es común en verano, en que los animales presentan síntomas tales como alta temperatura, fuerte salivación, búsqueda afanosa de sombra a toda hora, y de agua para introducirse en ella y enfriar sus extremidades. Se reduce  hasta en un 60% el horario de ingesta de alimentos, y —por ende— la cantidad de alimentos ingerida. Eso provoca bajas en la producción de leche y de carne. La producción de leche puede disminuir en un 50%, y la de carne puede ser nula o negativa. En días calurosos, el movimiento forzado de los animales produce una distermia extrema, causando frecuentemente muerte de los animales.
  - Disminución de la fertilidad: asociado a la baja ganancia de peso y a otros efectos clínicos, como la disminución de la prolactina, y en los toros muerte de espermatozoides por la alta temperatura. La proporción de animales preñados se ve severamente disminuida. No es raro que menos de la mitad de los animales queden preñados en esas circunstancias. También hay menor peso al nacimiento, lo que compromete la supervivencia de los terneros.
  - Necrosis grasa: un efecto poco común, que produce dificultades de parto por deposición de tejido graso necrótico en el canal de parto.
- En equinos:[3]
  - Aborto: las yeguas que consumen festucas tóxicas abortan en casi su totalidad, en cualquier estado de su preñez. La causa de este fenómeno en equinos está asociada a un aumento importante del espesor útero-placentario y la separación prematura del alantocorion.[2]
  - Retraso en la parición: en los pocos casos en que no se produce aborto, se produce un significativo atraso en la gestación; la yegua debería parir a los 11 meses, pero lo hace a los 13 meses de gestación, con el consecuente peligro para la vida de la yegua y su cría; en cualquier caso, la cesárea salva la vida de ambos, pero anula a la yegua como madre para el futuro.
  - Inmunodeficiencia en potrillos: la leche de la yegua es vital para la elaboración del sistema inmune del potrillo; la baja producción de leche de la yegua enferma de festucosis y la debilidad de los potrillos neonatos hace que generalmente estas crías no alcancen a ingerir cantidades suficientes de leche para alimentar de antígenos su sistema inmune.[3]

## Manejo de praderas
Es evidente que el principal manejo que se debería buscar es la eliminación completa de pasturas enfermas de festucosis y su reemplazo por otras especies, o por variedades de Festuca libres del hongo. Una característica particular del hongo es su muerte tras un período de más de un año de acopio de las semillas; sin embargo, la pérdida del vigor de las mismas semillas le quita valor a la práctica de guardar la semilla por tiempos prolongados.
No obstante, teniendo en cuenta las características del clima y suelo donde se utiliza esta forrajera, la implantación de una pastura con una cobertura apropiada no siempre es sencilla de lograr. Esta depende de las condiciones climáticas que permitan efectuar el laboreo de la tierra en el momento adecuado. Por otro lado, el costo de implantar una pradera de Festuca es relativamente elevado. Es por eso que, en el caso de pasturas bien logradas, aún con festuca tóxica, se tiende a buscar alternativas que permitan el uso de festucas tóxicas con el menor grado de riesgo posible.
En el caso de terrenos destinados a yeguas preñadas, sin embargo, la eliminación total de la festuca es la única medida sanitaria segura.
Una de las medidas más eficaces para el control de la festucosis en bovinos es el cierre de la pastura desde mediados de la primavera hasta principios del otoño. Este período coincide con el aumento de la temperatura ambiental y el aumento de la producción de las gramíneas naturales anuales. Para evitar una acumulación excesiva de pasto muerto, es preferible su henificación. Por otro lado, el regreso de los animales al pastoreo en otoño permite aprovechar una oferta muy alta de pasto que se produce en esa época.
Una alternativa menos estudiada es utilizar las pasturas por períodos de aproximadamente una semana, alternándolas con potreros libres de la enfermedad, ya que después del 10° día aparecen los primeros síntomas clínicos. Sin embargo, no está comprobado que se eviten completamente los síntomas subclínicos.
Otro manejo que puede paliar los efectos de la festucosis es adelantar los ciclos reproductivos de los animales, para que no deban quedar preñados en épocas de alta temperatura.
Para evitar la diseminación de la enfermedad se recomienda pastorear fuertemente la Festuca a principios de primavera, y luego cortarla periódicamente para evitar la producción de semillas.
En general, los controles químicos de Festuca no son enteramente efectivos, y exigen tratamientos repetidos; a veces no es siquiera suficiente eliminar toda la Festuca durante dos años, ya que las semillas de esta especie son muy durables. Cuando la calidad de suelo lo permite, se lo puede destinar a producciones agrícolas que justifiquen tratamientos químicos repetidos durante dos o más años, antes de volver a utilizarlo para la producción de forraje.
El curado de semillas enfermas por medio de fungicidas de la familia del Triazol es altamente efectivo -es particularmente efectivo el Triadimenol- pero económicamente inviable, ya que aumenta el costo total de la pastura implantada muy por encima del valor del pasto producido.